# Wybory parlamentarne w Rumunii w 2016 roku
Wybory parlamentarne w Rumunii w 2016 roku odbyły się 11 grudnia 2016. W ich wyniku zostało wybranych 329 posłów do Izby Deputowanych oraz 136 członków Senatu. Frekwencja wyniosła 39,44% do izby wyższej i 39,46% do izby niższej. Wybory zakończyły się zdecydowanym zwycięstwem Partii Socjaldemokratycznej (PSD), co umożliwiło powrót socjaldemokratów do władzy i powołanie rządu Sorina Grindeanu.
Od poprzednich wyborów z 2012 rumuńska scena polityczna przeszła istotne przemiany. Rozpadła się współtworzona przez socjaldemokratów i Partię Narodowo-Liberalną (PNL) zwycięska wówczas Unia Socjalno-Liberalna. PNL przeszła na pozycje centroprawicowe, jednocząc się pod swoim szyldem z Partią Demokratyczno-Liberalną (PDL). Rozpadła się również Partia Ludowa – Dan Diaconescu (PP-DD), która ostatecznie dołączyła do Narodowego Związku na rzecz Rozwoju Rumunii (UNPR). Związek przyłączył się z kolei do powstałego na skutek rozłamu w PDL Partii Ruchu Ludowego (MP). Partia Konserwatywna (PC) wspólnie z utworzoną przez część działaczy PNL Partią Liberalno-Reformatorską (PLR) powołała Sojusz Liberałów i Demokratów (ALDE).
Zmodyfikowana ordynacja wyborcza zmniejszała liczbę posłów i senatorów w stosunku do poprzednich wyborów. Przewidywała wybór 330 członków Izby Deputowanych (w tym 18 przedstawicieli mniejszości narodowych i 6 przedstawicieli diaspory) oraz 136 członków Senatu (w tym 2 przedstawicieli diaspory). W wyborach nie obsadzono 1 mandatu dla mniejszości narodowych (komisja wyborcza nie zarejestrowała kandydatów reprezentującego Turków i Tatarów ugrupowania UDTTMR).

## Izba Deputowanych
| Lista wyborcza                         | Głosy     | %    | Mandaty |
| -------------------------------------- | --------- | ---- | ------- |
| Partia Socjaldemokratyczna             | 3 204 864 | 45,5 | 154     |
| Partia Narodowo-Liberalna              | 1 412 377 | 20,0 | 69      |
| Związek Zbawienia Rumunii              | 625 154   | 8,9  | 30      |
| Demokratyczny Związek Węgrów w Rumunii | 435 969   | 6,2  | 21      |
| Sojusz Liberałów i Demokratów          | 396 386   | 5,6  | 20      |
| Partia Ruchu Ludowego                  | 376 891   | 5,4  | 18      |
| Partia Zjednoczonej Rumunii            | 196 397   | 2,8  | 0       |
| Partia Wielkiej Rumunii                | 73 264    | 1,0  | 0       |
| Ekologiczna Partia Rumunii             | 62 414    | 0,9  | 0       |
| Ugrupowania mniejszości narodowych     |           |      | 17      |
| Razem                                  |           |      | 329     |

## Senat
| Lista wyborcza                         | Głosy     | %    | Mandaty |
| -------------------------------------- | --------- | ---- | ------- |
| Partia Socjaldemokratyczna             | 3 221 786 | 45,7 | 67      |
| Partia Narodowo-Liberalna              | 1 440 193 | 20,4 | 30      |
| Związek Zbawienia Rumunii              | 629 375   | 8,9  | 13      |
| Demokratyczny Związek Węgrów w Rumunii | 440 409   | 6,2  | 9       |
| Sojusz Liberałów i Demokratów          | 423 728   | 6,0  | 9       |
| Partia Ruchu Ludowego                  | 398 791   | 5,7  | 8       |
| Partia Zjednoczonej Rumunii            | 207 977   | 3,0  | 0       |
| Partia Wielkiej Rumunii                | 83 568    | 1,2  | 0       |
| Ekologiczna Partia Rumunii             | 77 218    | 1,1  | 0       |
| Razem                                  |           |      | 136     |